# Noe Zárate
Noe Zárate Ojeda (nacido el 11 de mayo de 1973 en Acatlán de Juárez, Jalisco) es un futbolista mexicano retirado que jugaba en la posición de defensa. Actualmente es entrenador de fútbol en una escuela privada.

## Trayectoria
Debutó con el Club Deportivo Guadalajara en la temporada 1992-93, el 3 de octubre de 1992. Sería campeón con el Rebaño en el Torneo Verano 97.
Pasó a jugar al Atlante en el Invierno 2000 y después fue a Tigres de la UANL en el Verano 2002. Para el Apertura 2003 fue registrado en la filial de Primera división 'A' mexicana del Necaxa con carné único.

## Clubes
| Club                       | País   | Año       |
| -------------------------- | ------ | --------- |
| Club Deportivo Guadalajara | México | 1990-2000 |
| Club de Fútbol Atlante     | México | 2000-2001 |
| Tigres de la UANL          | México | 2001-2003 |
| Club Necaxa                | México | 2003      |
| Correcaminos de la UAT     | México | 2003-2004 |

## Selección nacional
Con la Selección de fútbol de México jugó en la Copa Confederaciones 1997.

### Participaciones en Copa FIFA Confederaciones
| Copa                           | Sede           | Resultado    |
| ------------------------------ | -------------- | ------------ |
| Copa FIFA Confederaciones 1997 | Arabia Saudita | Primera Fase |

### Campeonatos nacionales
| Título                     | Club   | País   | Año       |
| -------------------------- | ------ | ------ | --------- |
| Primera División de México | Chivas | México | Verano 97 |